# قنجرية
القنجرية (الاسم العلمي: Congridae) هي فصيلة من الأسماك تتبع رتبة الأنقليسيات من طائفة الأسماك العظمية.

## تصنيف
تنقسم هذه الفصيلة إلى ثلاثة أسر:
- أسرة قنجرية
  - Ariosoma (27 نوع)
  - Bathymyrus (3 أنواع)
  - Chiloconger (نوعان)
  - Kenyaconger (نوع وحيد)
  - Parabathymyrus (5 أنواع)
  - Paraconger (7 أنواع)
- أسرة قنجراوات (الاسم العلمي:Congrinae)
  - Acromycter (5 أنواع)
  - Bassanago (4 أنواع)
  - Bathycongrus (22 نوع)
  - Bathyuroconger (نوعان)
  - Blachea (نوعان)
  - Castleichthys (نوع وحيد)
  - قنجر (14 نوع)
  - Congrhynchus (نوع وحيد)
  - Congriscus (3 أنواع)
  - Congrosoma (one نوع)
  - Diploconger (نوع وحيد)
  - Gnathophis (27 نوع)
  - Japonoconger (3 أنواع)
  - Lumiconger (نوع وحيد)
  - Macrocephenchelys (نوعان)
  - Poeciloconger (نوع وحيد)
  - Promyllantor (3 أنواع)
  - Pseudophichthys (نوع وحيد)
  - Rhynchoconger (7 أنواع)
  - Scalanago (نوع وحيد)
  - Uroconger (4 أنواع)
  - Xenomystax (5 أنواع)
- أسرة Heterocongrinae (أنقليساوات الحديقة)
  - Gorgasia (14 نوع)
  - Heteroconger (21 نوع)

## الجنس النموذجي
- القنجر